# ZK 120

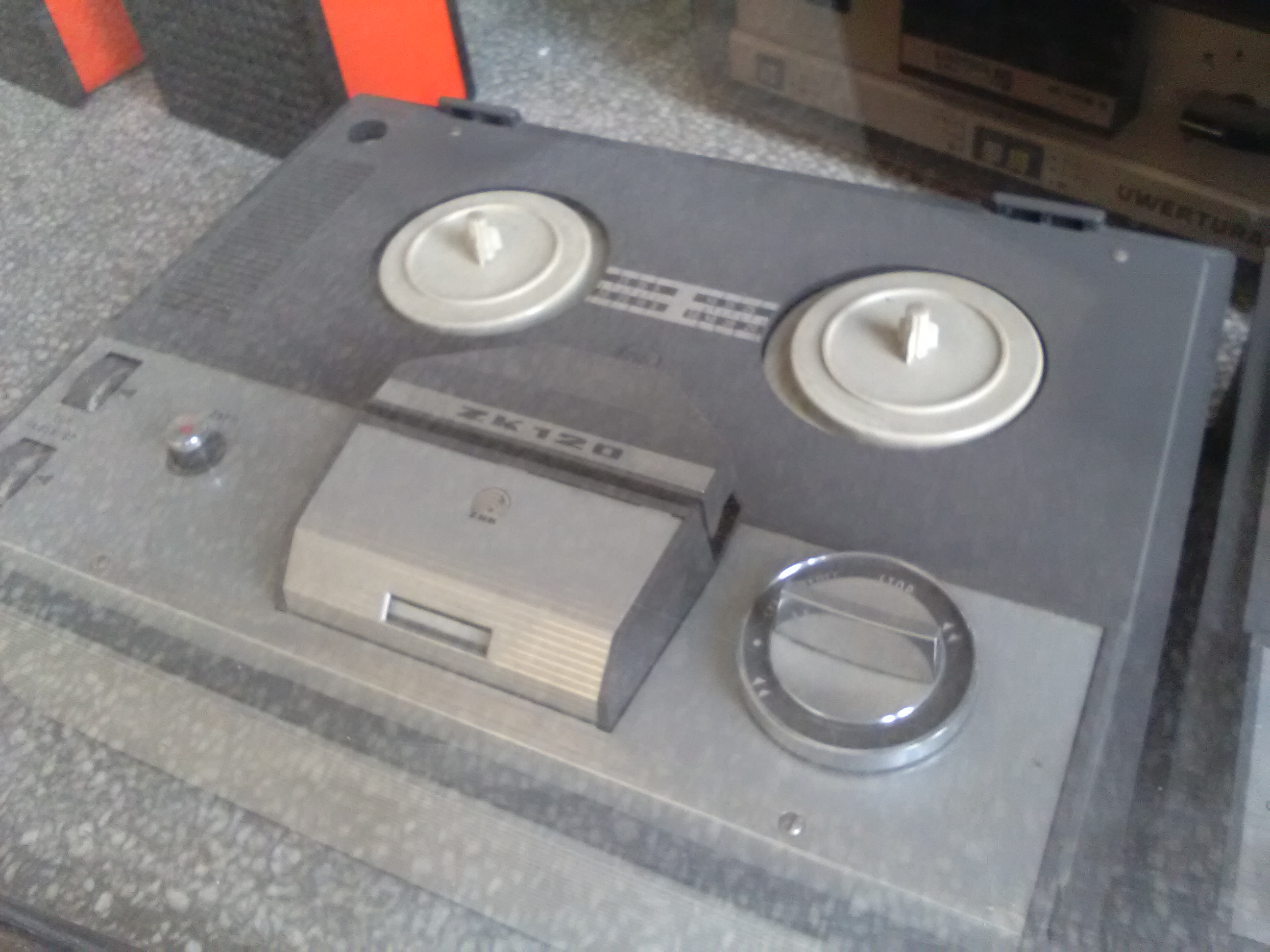
Magnetofon szpulowy model ZK 120 produkcji Unitra-ZRK na licencji Grundig

ZK-120 – dwuścieżkowy, monofoniczny, lampowy magnetofon szpulowy, produkowany przez Zakłady Radiowe im. Marcina Kasprzaka w Warszawie na licencji niemieckiej firmy Grundig, przystosowany do zasilania z sieci prądu zmiennego 220 lub 110 V o częstotliwości 50 Hz. Umożliwia odtwarzanie taśmy magnetofonowej przez wewnętrzny głośnik, bądź podłączenie zewnętrznego 4 omowego głośnika; zapis dźwięku z mikrofonu, odbiornika radiowego lub telewizyjnego; szybkie przewijanie taśmy. Magnetofon posiada regulację głośności sprzężoną z wyłącznikiem sieciowym oraz regulację barwy dźwięku. Magnetofony te nie zostały wyposażone w licznik taśmy (zamiast niego, zastosowano skalę umieszczoną pomiędzy talerzykami). Wskaźnik wysterowania lampowy (EM84).
Produkcja ruszyła w ZRK w 1968 roku, na licencji Grundiga (model TK-120). Na bazie tego udanego modelu powstały magnetofony ZK 120T, ZK 140, ZK 140T i dalsze modele.

## Dane techniczne
- Wymiary: 395x290x175 mm
- Masa: 8,2 kg
- Jedna prędkość przesuwu taśmy: 9,53 cm/s[1]
- Maksymalna średnica szpuli: 15 cm
- Wbudowany wzmacniacz oraz głośnik
- Lampy elektronowe:
  - ECC83
  - ECL86
  - EM84 – wskaźnik wysterowania
- Obudowa wykonana jest z polistyrenu i metalu.

## Inne modele
- ZK 125
- ZK 145